# 800 mètres nage libre aux Jeux olympiques d'été de 2016
Navigation
Londres 2012 Tokyo 2020
Les épreuves du 800 mètres nage libre aux Jeux olympiques d'été de 2016 se déroulent du 11 août au 12 août aux Jeux olympiques d'été de 2016 au Centre aquatique olympique de Rio de Janeiro.

## Qualifications
Pour cette compétition, le temps de qualification olympique (TQO) était de 8 min 33 s 97 tandis que le temps de sélection olympique (TSO) était de 8 min 51 s 96. Ces temps devaient être inscrits du 1er mars 2015 au 31 mai 2016.

## Records
Avant cette compétition, les records dans cette discipline étaient :
| Record du monde  | 8 min 06 s 69 | Katie Ledecky     | États-Unis  | 18 janvier 2016 | Austin,États-Unis | [ 2 ] |
| Record Olympique | 8 min 14 s 10 | Rebecca Adlington | Royaume-Uni | 16 août 2008    | Pékin,Chine       | [ 3 ] |

## Résultats

### Séries
30 athlètes, réparties en 4 séries, sont au départ. Les 8 meilleurs temps sont qualifiés pour la finale.
| no | Série | Pays | Nom                    | Temps         | Remarque |
| -- | ----- | ---- | ---------------------- | ------------- | -------- |
| 1  | 4     |      | Katie Ledecky          | 8 min 12 s 86 | RO / Q   |
| 2  | 4     |      | Boglarka Kapas         | 8 min 19 s 43 | Q        |
| 3  | 4     |      | Jazmin Carlin          | 8 min 19 s 67 | Q        |
| 4  | 4     |      | Leah Smith             | 8 min 21 s 43 | Q        |
| 5  | 3     |      | Lotte Friis            | 8 min 22 s 54 | Q        |
| 6  | 3     |      | Jessica Ashwood        | 8 min 22 s 57 | Q        |
| 7  | 4     |      | Sarah Köhler           | 8 min 24 s 65 | Q        |
| 8  | 2     |      | Mireia Belmonte Garcia | 8 min 25 s 55 | Q        |
| 9  | 3     |      | Lauren Boyle           | 8 min 25 s 84 | -        |
| 10 | 3     |      | Brittany MacLean       | 8 min 26 s 43 | -        |
| 11 | 4     |      | Yawen Hou              | 8 min 30 s 59 | -        |
| 12 | 2     |      | Andreina Pinto         | 8 min 30 s 92 | -        |
| 13 | 4     |      | Tjasa Oder             | 8 min 33 s 14 | -        |
| 14 | 1     |      | Eva Risztov            | 8 min 33 s 36 | -        |
| 15 | 2     |      | Camilla Hattersley     | 8 min 33 s 65 | -        |
| 16 | 2     |      | Emma Robinson          | 8 min 33 s 73 | -        |
| 17 | 2     |      | Kristel Kobrich        | 8 min 34 s 34 | -        |
| 18 | 3     |      | Yuhan Zhang            | 8 min 35 s 32 | -        |
| 19 | 3     |      | Maria Vilas Vidal      | 8 min 36 s 43 | -        |
| 20 | 3     |      | Tamsin Cook            | 8 min 36 s 62 | -        |
| 21 | 1     |      | Julia Hassler          | 8 min 38 s 19 | -        |
| 22 | 1     |      | Valerie Gruest Slowing | 8 min 39 s 80 | -        |
| 23 | 2     |      | Joanna Evans           | 8 min 42 s 93 | -        |
| 24 | 1     |      | Tamila Holub           | 8 min 45 s 36 | -        |
| 25 | 2     |      | Leonie Antonia Beck    | 8 min 47 s 47 | -        |
| 26 | 1     |      | Arina Openysheva       | 8 min 48 s 89 | -        |
| 27 | 1     |      | Talita Marie Te Flan   | 9 min 07 s 21 | -        |
| -  | 2     |      | Martina De Memme       | -             | DNS      |
| -  | 3     |      | Anja Klinar            | -             | DNS      |
| -  | 4     |      | Sharon van Rouwendaal  | -             | DNS      |

### Finale
| no                 | Pays | Nom                    | Temps         | Remarque |
| ------------------ | ---- | ---------------------- | ------------- | -------- |
| Médaille d'or      |      | Katie Ledecky          | 8 min 04 s 79 | RM / RO  |
| Médaille d'argent  |      | Jazmin Carlin          | 8 min 16 s 17 | -        |
| Médaille de bronze |      | Boglarka Kapas         | 8 min 16 s 37 | -        |
| 4                  |      | Mireia Belmonte Garcia | 8 min 18 s 55 | -        |
| 5                  |      | Jessica Ashwood        | 8 min 20 s 32 | -        |
| 6                  |      | Leah Smith             | 8 min 20 s 95 | -        |
| 7                  |      | Lotte Friis            | 8 min 24 s 50 | -        |
| 8                  |      | Sarah Köhler           | 8 min 27 s 75 | -        |